# Awerbach-System
|   | a | b | c | d | e | f | g | h |   |
| 8 |   |   |   |   |   |   |   |   | 8 |
| 7 |   |   |   |   |   |   |   |   | 7 |
| 6 |   |   |   |   |   |   |   |   | 6 |
| 5 |   |   |   |   |   |   |   |   | 5 |
| 4 |   |   |   |   |   |   |   |   | 4 |
| 3 |   |   |   |   |   |   |   |   | 3 |
| 2 |   |   |   |   |   |   |   |   | 2 |
| 1 |   |   |   |   |   |   |   |   | 1 |
|   | a | b | c | d | e | f | g | h |   |

Das Awerbach-System ist eine Variante der Königsindischen Verteidigung, die entsteht, wenn Weiß im sechsten Zug mit dem Damenläufer den schwarzen Königsspringer angreift. Das System ist nach dem russischen Schachmeister Juri Lwowitsch Awerbach benannt. Die einzelnen Untervarianten werden mit den ECO-Codes E73, E74 oder E75 klassifiziert. Weiß vermeidet mit seinem Läuferzug den Übergang 6. Sg1–f3 e7–e5 zum zweischneidigen klassischen System und hofft auf einen kleinen positionellen Vorteil.

## Zugfolge
1. d2–d4 Sg8–f6
2. c2–c4 g7–g6 (Königsindische Verteidigung)
3. Sb1–c3 Lf8–g7
4. e2–e4 d7–d6
5. Lf1–e2 0–0
6. Lc1–g5 (Awerbach-System)
Mit dem Läuferzug setzt Weiß seine Entwicklung fort, ohne die Stellung der Bauern oder des Königsspringers g1 festzulegen, wodurch die weiße Stellung flexibel bleibt. Im Unterschied zur Hauptvariante 6. Sg1–f3 werden der f2 und der Le2 nicht verstellt. Der f-Bauer kann gegebenenfalls von f3 aus den Bauern e4 überdecken oder auch aktiv mit f2–f4 vorgehen, und der Läufer kontrolliert die Felder g4 und h5. Weiß spielt im weiteren Verlauf oft Dd1–d2, was eine vollständige Kontrolle der Diagonalen c1–h6 anstrebt und zugleich die lange Rochade, oder die Turmzentralisierung Ta1–d1 vorbereitet. Häufig greift Weiß mit den Bauernvorstößen g2–g4 und h2–h4 an. Andererseits übt der Lg5 keine direkte Kontrolle auf Zentrumsfelder aus und kann durch den schwarzen Zug h7–h6 sofort angegriffen werden. Daher gilt das Awerbach-System nicht als die schärfste, aber eine der solidesten Möglichkeiten, die Weiß gegen die Königsindische Verteidigung zur Verfügung stehen.

## ECO-Nomenklatur
Partien mit dem weiteren Verlauf 6. Lc1–g5 c7–c5 7. d4–d5 e7–e6 werden unter E75 einsortiert. Die Partien mit 6. Lc1–g5 c7–c5, aber einem anderen Verlauf im siebenten Zug gehören zu E74. Allerdings wird diese Nomenklatur nicht streng durchgehalten, und man findet Partien mit dem Verlauf 6. Lc1–g5 c7–c5 7. d4–d5 h7–h6 8. Lg5–f4 e7–e6 in der Literatur sowohl unter E74 als auch unter E75 wieder. Partien, in denen Schwarz 6. Lc1–g5 nicht mit 6. … c7–c5 beantwortet, stehen unter E73.
Der Zug 6. Lc1–e3 wird im Englischen als „Semi-Averbakh“ bezeichnet. Er führt zu ähnlichen Stellungsbildern wie das Awerbach-System und wird ebenfalls unter E73 klassifiziert.

## Varianten

### Awerbach-System
Als Hauptantworten des Schwarzen auf 6. Lc1–g5 galten lange Zeit nur 6. … c7–c5 und 6. … h7–h6, bis sich Ende der 1980er Jahre auch der Randspringerzug 6. … Sb8–a6 als gut spielbar herausstellte.
- Ungünstig ist der sofortige Vorstoß 6. … e7–e5 wegen 7. d4xe5 d6xe5 8. Dd1xd8 Tf8xd8 9. Sc3–d5 Sb8–d7 10. Sd5xc7 mit Bauernverlust.
- mit 6. … Sb8–a6 bereitet Schwarz den Vorstoß e7–e5 vor, um den d4 zu befragen und dem Sa6 das Feld c5 zu erkämpfen, von wo er der den Druck auf den Bauern e4 erhöht. Durch diesen sechsten Zug werden im Unterschied zu 6. … Sb8–d7 der Lc8 und die Deckung des Bauern d6 durch die Dd8 nicht verstellt.
  - 7. Dd1–d2 e7–e5 8. d4–d5 und nun hat Schwarz die Wahl zwischen
    - 8. … Sa6–c5
    - 8. … c7–c6,
    - und 8. … Dd8–e8.

  - 7. f2–f4 ist ein scharfer Versuch im Stile des Vierbauernangriffs.
- Auf 6. … h7–h6 antwortet Weiß meistens mit dem Rückzug 7. Lg5–e3.
  - Auf 7. … e7–e5 8. d4–d5 steht Weiß bereit ein schwarzes Gegenspiel f7–f5 am Königsflügel durch f2–f3 aufzufangen und seinerseits mit c4–c5 am Damenflügel vorzugehen.
  - Nach 7. … c7–c5 kann Weiß versuchen, in der Stellung nach 8. d4xc5 d6xc5 9. e4–e5 (oder durch Zugumstellung 8. e4–e5 d6xe5 9. d4xe5) Dd8xd1+ 10. Ta1xd1 Sf6–g4 11. Le3xc5 Sg4xe5 12. Sc3–d5 Sb8–c6 13. b2–b3 oder 13. f2–f4 einen kleinen Vorteil nachzuweisen. Schwarz kann dieser Absicht mit 8. … Dd8–a5 ausweichen.
- Nach 6. … c7–c5 7. d4–d5 kann Schwarz den e- oder h-Bauern ziehen:
  - 7. … h7–h6 8. Lg5–f4 e7–e6 9. d5xe6 Lc8xe6. Nun kann Weiß den Bauern d6 schlagen oder den Druck auf den Bauern h6 erhöhen:
    - 10. Lf4xd6 Tf8–e8 11. Sg1–f3. Schwarz kann sich einlassen auf
      - 11. … Sb8–c6 mit der beinahe erzwungenen Folge 12. 0–0 Sc6–d4 13. e4–e5 Sf6–d7 14. Sf3xd4 c5xd4 15. Dd1xd4 Sd7xe5 16. Ld6xe5 Dd8xd4 17. Le5xd4 Lf8xd4 18. Ta1–c1 Ta8–d8 19. b2–b3 Ld4xc3 20. Tc1xc3 Td8–d2 21. Le2–f3 Td2xa2 22. Lf3xb7 Tf8–b8 23. Lb7–e4 Ta2–a3 24. Le4–c2 a7–a5. In dieser Position, die zuerst in der Remispartie Wolfgang Uhlmann – Włodzimierz Schmidt, Warschau 1981 vorgekommen ist, besitzt Weiß höchstens einen kleinen Vorteil.
      - Die Alternative ist der scharfe Zug 11. … Dd8–b6.

    - 10. Dd1–d2 Dd8–b6 und nun
      - 11. Le3xh6 Lg7xh6 12. Dd1xh6 Db6xb2 13. Ta1–c1 mit verwickelter Stellung.
      - oder das besonnenere 11. Sg1–f3 Sb8–c6 12. 0–0–0 Sc6–d4 13. Sf6xd4.

  - Positionen mit einem blockierten Zentrum ähnlich wie in der Benoni-Verteidigung entstehen nach 7. … e7–e6 8. Dd1–d2 e6xd5 9. e4xd5.
- Die Verteidigung 6. … Sb8–d7 7. Dd1–d2 c7–c6 8. Sg1–f3 e7–e5 9. 0–0 e5xd4 10. Sf3xd4 Sd7–c5 mit Figurendruck gegen den Bauern e4 ist nach Efim Geller benannt. Zunächst spielten seine Gegner in mehreren Partien 11. f2–f3?, was den Schlag 11. … Sf6xe4! erlaubt und zu einer Verluststellung führt. Im Turnier zu Amsterdam 1970 brachte Lew Polugajewski gegen Geller die Verbesserung 11. Dd2–f4!, welche einen weißen Raumvorteil bewahrt, und konnte die Partie gewinnen.
- Mit Hilfe von c7–c6 kann Schwarz auch den Vorstoß d6–d5 vorbereiten Z. B. 6. … Sb8–d7 7. Dd1–d2 c7–c6 8. Sg1–f3 d6–d5 9. e4xd5 c6xd5. Dieser Plan gegen das Awerbach-System wurde von Wiktar Kuprejtschyk bei der UdSSR-Meisterschaft 1980 gegen Naum Raschkowski erprobt, wo Schwarz allerdings verlor, und später unter anderem von Peter Swidler in mehreren Partien wieder aufgegriffen. Mit dem Manöver 8. Ta1–d1, welches diesen Stellungsbildern ausweicht, gelang es Gregory Kaidanov in Tilburg 1993 sowohl gegen Kuprejtschyk als auch gegen Jeroen Piket zu gewinnen.

### Semi-Averbach
Nach 6. Lc1–e3 e7–e5 hat Weiß die Wahl,
- das Zentrum mit 7. d4–d5 zu schließen,
- oder die Entwicklung mit 7. Sg1–f3 fortzusetzen, wodurch sich die Gligorić-Variante des klassischen Systems ergibt.